# المبشام (عبس)

تعديل مصدري - تعديل

المبشام هي إحدى قرى عزلة الوسط بمديرية عبس التابعة لمحافظة حجة، بلغ تعداد سكانها 222 نسمة حسب تعداد اليمن لعام 2004.